# VOS Prudence
Die VOS Prudence ist ein Offshore-Versorger der Reederei Vroon Offshore Services.

## Beschreibung
Das Schiff wurde als erstes von zwei baugleichen Schiffen für die Reederei auf der Werft Fujian South East Shipyard in China gebaut. Es wurde im Mai 2013 abgeliefert. Betrieben wird das unter italienischer Flagge fahrende Schiff von Vroon Offshore Services in Genua.
Angetrieben wird das Schiff von zwei Niigata-Dieselmotoren (Typ: 8L 28 HX) mit jeweils 2.206 kW Leistung, die auf zwei Propellergondeln wirken. Weiterhin ist das Schiff mit zwei Bugstrahlrudern mit jeweils 650 kW Leistung ausgestattet. Das Schiff verfügt über ein System zur dynamischen Positionierung.
Für die Stromerzeugung stehen drei Generatorsätze, die jeweils von einem Caterpillar-Dieselmotor (Typ: C18) mit 450 kW Leistung angetrieben werden, zur Verfügung. Der Notgenerator wird von einem Caterpillar-Dieselmotor (Typ: C4.4) mit 80 kW Leistung angetrieben.
Die Decksaufbauten befinden sich im vorderen Bereich des Schiffes. Das Schiff ist für 50 Personen eingerichtet: 14 Besatzungsmitglieder sowie 36 weitere Personen. An Bord stehen sechs Einzelkabinen und 22 Doppelkabinen zur Verfügung.
Hinter den Decksaufbauten befindet sich ein offenes, 700 m² großes Deck. Das Deck kann mit 5,5 t/m² belastet werden. Insgesamt können an Deck 1.200 t transportiert werden. Für das Bewegen von Lasten steht ein direkt hinter dem Deckshaus angeordneter Deckskran zur Verfügung, der 10 t heben kann.

## Einsatz als Rettungsschiff
Das Schiff wurde zeitweise von Médecins sans frontières Belgique (Ärzte ohne Grenzen Belgien) für die Rettung schiffbrüchiger Migranten im Mittelmeer eingesetzt. So hatte das Schiff, das nach der Ausrüstung als Rettungsboot für 600 Personen ausgelegt war, am 24. Mai 2017 über 1.400 Flüchtlinge vor der libyschen Küste gerettet. Da die Häfen auf Sizilien wegen des dort stattfindenden G-7-Gipfels für die Aufnahme von Flüchtlingen geschlossen waren, musste das Schiff die geretteten Menschen nach Neapel bringen.
Im August 2017 setzte Ärzte ohne Grenzen die Rettungseinsätze im Mittelmeer nach der Ankündigung der libyschen Küstenwache, eine eigene Rettungszone einzurichten, die für Hilfsorganisationen gesperrt wäre, vorerst aus. Nachdem die Zahl der Flüchtlinge deutlich zurückgegangen war, beendete die Organisation im Oktober 2017 den Einsatz eines eigenen Schiffes, beteiligte sich jedoch zusammen mit der Organisation SOS Méditerranée weiter am Einsatz der Aquarius.